# Celulă Leydig
Celulele Leydig reprezintă un grup de celule adiacente tubilor seminiferi din testicule, având rol în producerea testosteronului în prezența hormonului luteinizant (LH). Din punct de vedere al ultrastructurii, celulele au o formă poliedrică, cu: 
- nuclei mari, ovoizi, situați excentric,
- citoplasmă eozinofilă, cu reticul endoplasmatic neted bine dezvoltat și
- numeroase vezicule pline cu lipide (hormoni androgeni: testosteron, androstenedionă, dehidroepiandrosteron).